# Superbad (Lied)
Superbad ist ein Lied der britischen Musikproduzenten und DJs Doctor P und Flux Pavilion. Es wurde erstmals am 9. Dezember 2011 auf iTunes veröffentlicht. Die Single konnte nur in Großbritannien die Charts erreichen. Dort konnten Platz 61 der offiziellen UK-Charts und Platz sieben der UK Dance Chart erreicht werden.

## Musikvideo
Das offizielle Musikvideo zum Lied wurde erstmals am 13. Dezember 2011 auf YouTube veröffentlicht. Im Video sieht man Flux Pavilion und Doctor P in einem Auto, wie sie nach Verbrechern suchen. Sie strecken sie nacheinander nieder und reden währenddessen miteinander. Am Ende des Videos stürzt sich der Kopf der Verbrecherbande von einem Hochhaus, was Pavilion und Doctor P versucht hatten zu verhindern. Man sieht auch „... this is our city now“ („... dies ist jetzt unsere Stadt“). Das ganze Video ist im Stil eines Comics gezeichnet.

## Chartplatzierungen
Das Lied konnte in Großbritannien die Charts erreichen. In den offiziellen Charts konnte es auf Platz 61 einsteigen, die Top 100 musste die Single allerdings schon nach zwei Wochen verlassen. Auch die UK Dance Charts konnte die Single erreichen. Sie kam dort bis auf Platz 7 und konnte insgesamt vier Wochen in den Top 40 verbleiben.
| ChartsChartplatzierungen     | Höchstplatzierung | Wochen |
| ---------------------------- | ----------------- | ------ |
| Vereinigtes Königreich (OCC) | 61 (2 Wo.)        | 2      |